# Manuel Morato Coelho
Manuel Morato Coelho foi um bandeirante paulista. Em 1628, fez parte da expedição comandada por Raposo Tavares, ao lado de Pedroso de Morais e Fradique Coutinho. No episódio, ficou conhecido por destruir a missão guarani de José Maria.